# Uroporfirinogeno decarbossilasi
L'uroporfirinogeno decarbossilasi è un enzima facente parte del processo biosintetico dell'eme che trasforma l'uroporfirinogeno I o l'uroporfirinogeno III in coproporfirinogeno I o coproporfirinogeno III, ciascuno nel corrispondente. Agisce sui gruppi acetato dell'uroporfirinogeno trasformandoli in gruppi metilici. L'enzima è inibito dai sali del ferro. 
Quando una mutazione si verifica in uno dei due alleli di questo enzima si sviluppa la porfiria cutanea tarda. Tale mutazione riduce del 50% l'attività enzimatica della proteina.

La reazione catalizzata dall'enzima